# Astrodendrum galapagensis
Astrodendrum galapagensis is een slangster uit de familie Gorgonocephalidae.
De wetenschappelijke naam van de soort werd in 1916 gepubliceerd door Austin Hobart Clark.